# Автомобилист (хоккейный клуб)
«Автомобили́ст» — российская команда по хоккею с шайбой из города Екатеринбурга. С 2009 года выступает в Континентальной хоккейной лиге. Домашняя арена — УГМК-Арена вместимостью 12 588 человек.

## История

Эмблема клуба 2006—2013

Автономная некоммерческая организация «хоккейный клуб „Автомобилист“» была создана 2 июня 2006 года, соучредителем выступило Правительство Свердловской области. Вторым соучредителем выступил Вячеслав Потехин и его компания «Неолон», который занял должность президента. К 2011 году Правительство упразднило пост президента и отстранило Потехина от должности. Вячеслав Потехин не согласился с отстранением, и в итоге компания «Неолон» была принудительно обанкрочена, а клуб полностью перешёл под управление МУГИСО.
В сезоне-2006/07 принял участие в Высшей лиге наряду с другим екатеринбургским клубом — «Динамо-Энергией», который по окончании того сезона прекратил своё существование (ранее носил названия «Спартак» и «Автомобилист»).

### КХЛ
В 2008 году было объявлено, что «Автомобилист» будет играть в КХЛ. Но из-за проблем с финансированием его место занял «Химик» (Воскресенск). Дебют «Автомобилиста» в КХЛ состоялся через год.
В свой первый сезон в КХЛ «Автомобилист» вступил под руководством чеха Марека Сикоры. Слабо начав регулярный чемпионат, в последний момент «Автомобилист» сумел попасть в плей-офф, обыграв в решающем матче СКА. Екатеринбуржцы опередили «Сибирь» и сенсационно завоевали последнюю 8-ю путёвку в плей-офф от Восточной конференции, но уже на стадии четвертьфиналов конференций уступили «Салавату Юлаеву».
4 апреля 2016 года президент клуба Алексей Бобров, занимавший этот пост с февраля 2013 года, подал заявление об уходе с него. 13 апреля было сообщено, что новым президентом клуба станет Андрей Козицын, генеральный директор УГМК.

## Результаты сезонов КХЛ
И — количество проведённых игр, В — выигрыши в основное время, ВО — выигрыши в овертайме, ВБ — выигрыши в послематчевых буллитах, ПО — проигрыши в овертайме, ПБ — проигрыши в послематчевых буллитах, П — проигрыши в основное время, О — количество набранных очков, Ш — соотношение забитых и пропущенных голов, РС — место по результатам регулярного сезона. С сезона 2018/19 за победу стали начислять не 3 очка, как ранее, а 2. Поэтому итоговая сумма очков приведена из расчёта 2 очка за любую победу и по одному очку за поражение в овертайме и по буллитам. 
| Сезон   | И   | В   | ВО | ВБ | ПБ | ПО | П   | О    | Ш         | РС | Результаты серий с соперниками в плей-офф        | Результат в плей-офф                             |
| ------- | --- | --- | -- | -- | -- | -- | --- | ---- | --------- | -- | ------------------------------------------------ | ------------------------------------------------ |
| 2009/10 | 56  | 14  | 2  | 6  | 2  | 4  | 28  | 64   | 127-159   | 19 | 1-3 Салават Юлаев                                | 1/8 финала                                       |
| 2010/11 | 54  | 10  | 6  | 4  | 2  | 1  | 31  | 53   | 134-184   | 20 | В плей-офф не играли                             | В плей-офф не играли                             |
| 2011/12 | 54  | 9   | 3  | 4  | 5  | 3  | 30  | 49   | 108-193   | 22 | В плей-офф не играли                             | В плей-офф не играли                             |
| 2012/13 | 52  | 7   | 0  | 1  | 7  | 5  | 32  | 35   | 104-180   | 26 | В плей-офф не играли                             | В плей-офф не играли                             |
| 2013/14 | 54  | 22  | 0  | 7  | 5  | 1  | 19  | 86   | 134-125   | 14 | 0-4 Барыс                                        | 1/8 финала                                       |
| 2014/15 | 60  | 21  | 2  | 3  | 6  | 2  | 26  | 81   | 134-147   | 18 | 1-4 Ак Барс                                      | 1/8 финала                                       |
| 2015/16 | 60  | 21  | 4  | 5  | 7  | 4  | 19  | 92   | 145-158   | 14 | 2-4 Металлург Мг                                 | 1/8 финала                                       |
| 2016/17 | 60  | 19  | 1  | 5  | 5  | 5  | 25  | 79   | 139-165   | 21 | В плей-офф не играли                             | В плей-офф не играли                             |
| 2017/18 | 56  | 25  | 2  | 4  | 4  | 4  | 17  | 95   | 165-137   | 9  | 2-4 Металлург Мг                                 | 1/8 финала                                       |
| 2018/19 | 62  | 39  | 6  | 2  | 0  | 1  | 14  | 95   | 191-125   | 3  | 4-0 Трактор, 1-4 Салават Юлаев                   | 1/4 финала                                       |
| 2019/20 | 62  | 24  | 8  | 3  | 3  | 5  | 19  | 78   | 168-151   | 10 | 1-4 Сибирь                                       | 1/8 финала                                       |
| 2020/21 | 60  | 24  | 3  | 3  | 3  | 5  | 22  | 68   | 152-154   | 12 | 1-4 Авангард                                     | 1/8 финала                                       |
| 2021/22 | 45  | 15  | 2  | 1  | 4  | 2  | 21  | 42   | 127-129   | 18 | В плей-офф не играли                             | В плей-офф не играли                             |
| 2022/23 | 68  | 30  | 6  | 1  | 4  | 5  | 22  | 83   | 188-172   | 9  | 3-4 Металлург Мг                                 | 1/8 финала                                       |
| 2023/24 | 68  | 26  | 5  | 6  | 4  | 4  | 23  | 82   | 163-157   | 9  | 4-1 Ак Барс, 4-1 СКА, 3-4 Металлург Мг           | 1/2 финала                                       |
| 2024/25 | 68  | 33  | 3  | 5  | 4  | 3  | 20  | 89   | 178-165   | 6  | 3-4 Ак Барс                                      | 1/8 финала                                       |
| Всего   | 939 | 339 | 53 | 57 | 66 | 54 | 368 | 1171 | 2347-2501 | —  | В плей-офф участвовали 11 раз. Общий счёт: 30-45 | В плей-офф участвовали 11 раз. Общий счёт: 30-45 |

## Достижения
- Бронзовый призёр КХЛ: 2023/24
- Победитель мемориала И. Ромазана: 2015
- Обладатель кубка губернатора Нижегородской области: 2018

## Домашняя арена

### «Уралец»

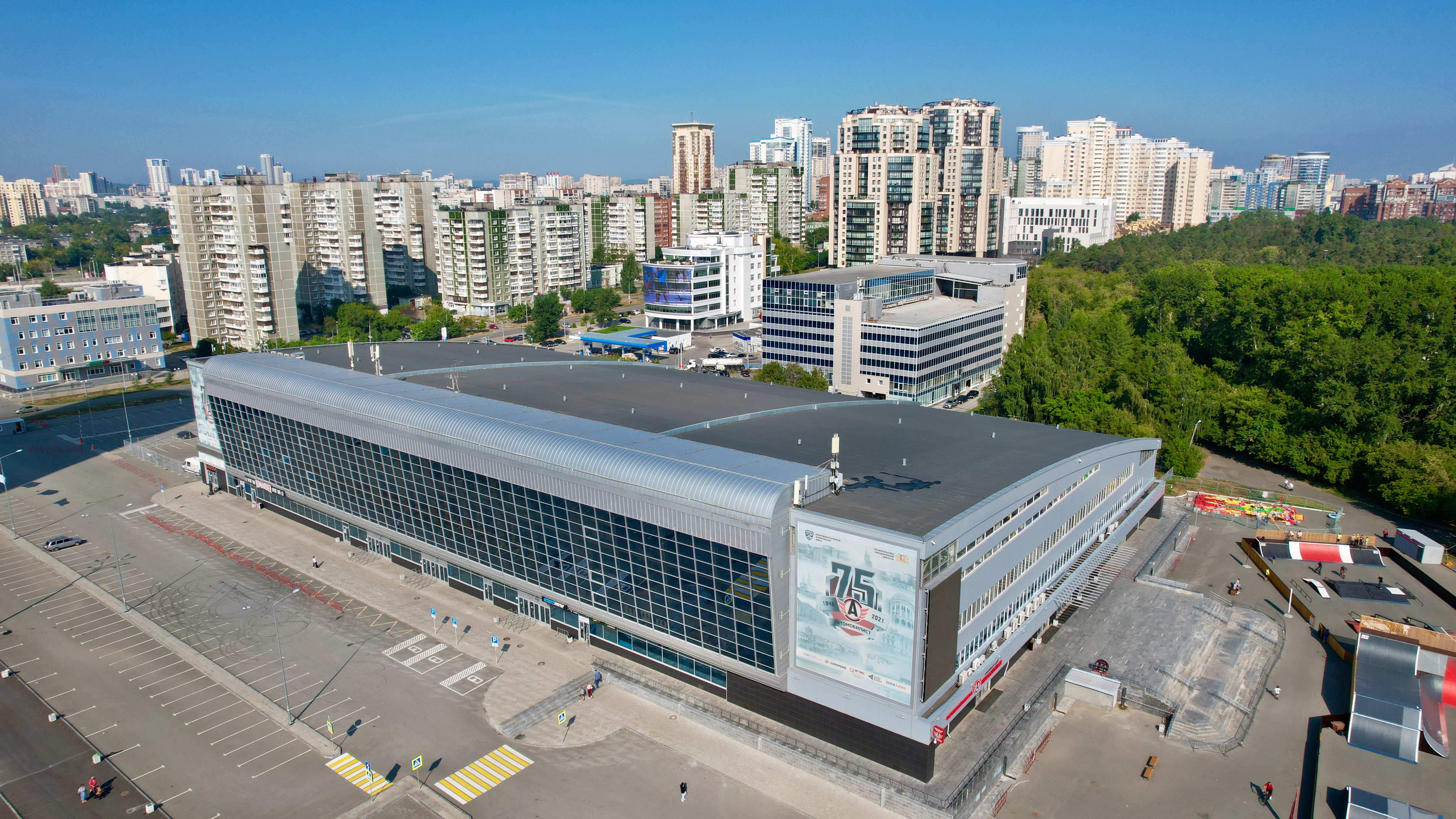
КРК «Уралец» в августе 2022 года

В 1970 году в Екатеринбурге появился ледовый Дворец спорта.
В 2003—2006 годах Дворец спорта по инициативе губернатора Свердловской области Эдуарда Росселя был реконструирован. Реконструкция осуществлялась Правительством Свердловской области и холдингом «Лидер». Дворец спорта был переименован в Культурно-развлекательный комплекс «Уралец». Количество посадочных мест достигло 5500. В 2007 году в зрительном зале были построены вип-ложи. На этой арене команда играла вплоть до 2025 года. Последний матч на ней был сыгран 26 февраля 2025 года против «Ак Барса», который стал для «Автомобилиста» тысячным в КХЛ.

### «УГМК-Арена»

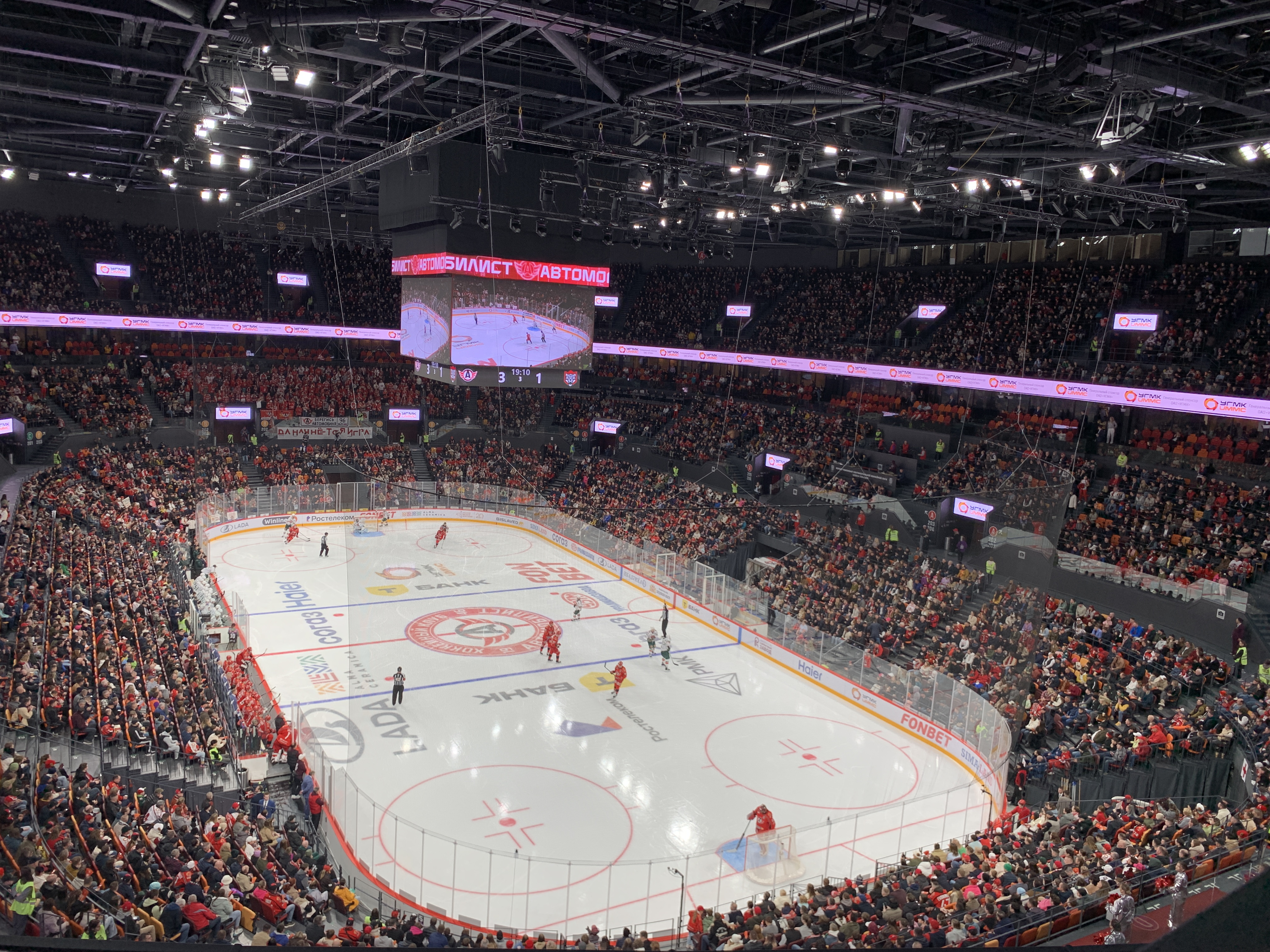
Автомобилист принимает «Ак Барс» на «УГМК-Арене» в серии плей-офф Кубка Гагарина, 28 марта 2025 года

Строительство новой арены началось 31 октября 2019 года. Строительство началось на месте снесённой недостроенной телебашни. Завершение работ планировалось к 2023 году, к летней Универсиаде в Екатеринбурге и 300-летию города, однако затем было отложено на декабрь 2024 года. 1 февраля 2025 года строительство арены было завершено. 10 марта 2025 года на арене был сыгран первый официальный матч.

## Руководство клуба
- Президент — Козицын Андрей Анатольевич
- Генеральный менеджер — Гросс Олег Иаганесович
- Директор — Рябков Максим Николаевич

## Информация о клубе
| Должность                  | Имя                 |
| -------------------------- | ------------------- |
| Главный тренер             | Николай Заварухин   |
| Ассистент главного тренера | Алексей Заварухин   |
| Ассистент главного тренера | Александр Гольц     |
| Ассистент главного тренера | Олег Ореховский     |
| Тренер вратарей            | Вадим Тарасов       |
| Тренер по ОФП              | Алексей Селивёрстов |
| Видео-тренер               | Артём Ширгазиев     |

| Должность           | Имя               |
| ------------------- | ----------------- |
| Начальник команды   | Дмитрий Попов     |
| Администратор       | Игорь Лукиянов    |
| Врач                | Андрей Загороднев |
| Врач                | Андрей Шипунов    |
| Массажист           | Ильшат Гайнуллин  |
| Массажист           | Александр Белов   |
| Массажист           | Павел Воложенинов |
| Мастер оборудования | Андрей Зеленецкий |
| Мастер оборудования | Анастас Шумов     |

## Текущий состав
Согласно официальному сайту клуба
| №          | Игрок                | Страна                    | Хват    | Дата рождения             | Срок контракта | Рост (см) | Вес (кг) |
| Вратари    | Вратари              | Вратари                   | Вратари | Вратари                   | Вратари        | Вратари   | Вратари  |
| ---------- | -------------------- | ------------------------- | ------- | ------------------------- | -------------- | --------- | -------- |
| 1          | Владимир Галкин      | Россия                    | Левый   | 15 июня 2000 (25 лет)     | 2027           | 181       | 77       |
| 18         | Евгений Аликин       | Россия                    | Левый   | 10 октября 1994 (30 лет)  | 2026           | 180       | 91       |
| Защитники  |                      |                           |         |                           |                |           |          |
| 2          | Сергей Зборовский    | Россия                    | Правый  | 21 февраля 1997 (28 лет)  | 2027           | 194       | 94       |
| 7          | Ярослав Бусыгин      | Россия                    | Левый   | 14 февраля 2003 (22 года) | 2027           | 190       | 85       |
| 9          | Джесси Блэкер        | Канада                    | Правый  | 19 апреля 1991 (34 года)  | 2028           | 188       | 83       |
| 21         | Максим Осипов        | Россия                    | Левый   | 13 ноября 1992 (32 года)  | 2026           | 184       | 83       |
| 25         | Евгений Кашников     | Россия                    | Левый   | 25 декабря 2002 (22 года) | 2027           | 196       | 91       |
| 55         | Кирилл Воробьёв — А  | Россия                    | Левый   | 11 февраля 1995 (30 лет)  | 2027           | 187       | 89       |
| 58         | Савелий Жиров        | Россия                    | Левый   | 3 сентября 2006 (18 лет)  | 2026           | 176       | 74       |
| 72         | Ярослав Трофимов     | Россия                    | Правый  | 30 августа 2003 (21 год)  | 2025           | 185       | 75       |
| 74         | Ник Эберт            | Соединённые Штаты Америки | Левый   | 11 мая 1994 (31 год)      | 2025           | 185       | 93       |
| 88         | Никита Трямкин — А   | Россия                    | Левый   | 30 августа 1994 (30 лет)  | 2028           | 202       | 114      |
| 91         | Даниил Малоросиянов  | Россия                    | Левый   | 8 сентября 2005 (19 лет)  | 2027           | 184       | 82       |
| Нападающие |                      |                           |         |                           |                |           |          |
| 8          | Василий Филяев       | Беларусь                  | Левый   | 8 января 1999 (26 лет)    | 2026           | 191       | 87       |
| 14         | Кёртис Волк          | Канада · Казахстан        | Левый   | 8 февраля 1993 (32 года)  | 2026           | 175       | 77       |
| 15         | Анатолий Голышев — К | Россия                    | Левый   | 14 февраля 1995 (30 лет)  | 2029           | 174       | 86       |
| 16         | Рид Буше             | Соединённые Штаты Америки | Левый   | 8 сентября 1993 (31 год)  | 2026           | 179       | 93       |
| 17         | Брукс Мэйсек         | Германия · Канада         | Правый  | 15 мая 1992 (33 года)     | 2026           | 181       | 90       |
| 19         | Егор Черников        | Россия                    | Левый   | 9 декабря 2002 (22 года)  | 2026           | 190       | 93       |
| 24         | Максим Денежкин      | Россия                    | Левый   | 10 декабря 2000 (24 года) | 2026           | 177       | 76       |
| 28         | Алексей Бывальцев    | Россия                    | Левый   | 20 февраля 1994 (31 год)  | 2026           | 181       | 87       |
| 31         | Степан Хрипунов      | Россия                    | Левый   | 24 июня 1995 (30 лет)     | 2026           | 185       | 86       |
| 71         | Максим Великов       | Россия                    | Левый   | 21 октября 2005 (19 лет)  | 2026           | 185       | 90       |
| 76         | Артём Каштанов       | Россия                    | Левый   | 9 декабря 2004 (20 лет)   | 2026           | 195       | 71       |
| 77         | Стефан Да Коста      | Франция                   | Правый  | 11 июля 1989 (36 лет)     | 2027           | 181       | 81       |
| 81         | Данил Романцев       | Россия                    | Левый   | 5 июня 1993 (32 года)     | 2026           | 191       | 100      |
| 86         | Александр Шаров      | Россия                    | Левый   | 5 ноября 1995 (29 лет)    | 2028           | 186       | 80       |
| 92         | Роман Горбунов       | Беларусь                  | Левый   | 14 ноября 1996 (28 лет)   | 2028           | 172       | 90       |
| 97         | Семён Кизимов        | Россия                    | Левый   | 19 января 2000 (25 лет)   | 2026           | 183       | 84       |
| 99         | Никита Шашков        | Россия                    | Левый   | 26 марта 1999 (26 лет)    | 2026           | 181       | 91       |

## Игроки, выбранные на драфте юниоров КХЛ
2009
- Ондржей Роман (23-й общий)
- Алексей Филиппов (46-й общий)
- Рихард Паник (69-й общий)
- Кирилл Бадулин (91-й общий)

2010
- Мартин Маринчин (5-й общий)
- Сергей Шестаков (53-й общий)
- Денис Василенков (81-й общий)
- Олег Дятлов (84-й общий)
- Семён Гаршин (116-й общий)
- Томаш Юрчо (141-й общий)
- Денис Петраков (162-й общий)
- Лукаш Цингел (168-й общий)

2011
- Максим Субботин (30-й общий)
- Никита Трямкин (61-й общий)
- Роман Манухов (87-й общий)
- Эдуард Гиматов (114-й общий)

2012
- Иван Тетерин (97-й общий)
- Владислав Воропаев (110-й общий)
- Анатолий Голышев (139-й общий)

2013
- Дмитрий Берлет (72-й общий)
- Андрей Климов (73-й общий)

2014
- Роман Ивашов (2-й общий, защита от Динамо)
- Александр Щемеров (4-й общий, защита от Динамо)
- Никита Коростелёв (9-й общий)
- Евгений Митякин (21-й общий, защита от Нефтехимика)
- Владислав Шишков (43-й общий)
- Максим Аскаров (46-й общий)
- Андрей Банников (69-й общий)
- Никита Циркуль (121-й общий)
- Давид Каше (129-й общий)
- Игорь Голещихин (153-й общий)
- Андрей Обидин (174-й общий, защита от Нефтехимика)
- Арсений Елтышев (194-й общий, защита от Салават Юлаева)

2015
- Максим Дубовик (25-й общий)
- Александр Дербенёв (26-й общий)
- Михаил Дробышевский (33-й общий)
- Дмитрий Левашов (90-й общий)
- Сергей Чоботов (117-й общий)

2016
- Александр Алемасцев (2-й общий)
- Егор Вернигор (15-й общий)
- Александр Фёдоров (35-й общий)
- Александр Павленко (47-й общий)
- Никита Азаров (71-й общий)
- Владислав Бухаров (77-й общий)
- Захар Богатырёв (100-й общий)
- Кирилл Суханов (106-й общий)
- Артём Белоцкий (135-й общий)

## Главные тренеры
- Леонид Киселёв (июль 2006 — ноябрь 2006)
- Виталий Краев (ноябрь 2006 — февраль 2007)
- Михаил Малько (февраль 2007 — июнь 2007)
- Сергей Шепелев (июнь 2007 — январь 2008)
- Мисхат Фахрутдинов (январь 2008 — май 2009)
- Марек Сикора (май 2009 — апрель 2010)
- Евгений Попихин (апрель — октябрь 2010)
- Евгений Мухин (октябрь 2010 — май 2011)
- Илья Бякин (май 2011 — ноябрь 2011)
- Андрей Мартемьянов (ноябрь 2011 — май 2012)
- Андрей Шаянов (июнь 2012 — октябрь 2012)
- Игорь Уланов (и. о.) (октябрь 2012 — май 2013)
- Анатолий Емелин (май 2013 — апрель 2015)
- Андрей Разин (апрель 2015 — октябрь 2016)
- Владимир Крикунов (октябрь 2016 — апрель 2018)
- Андрей Мартемьянов (май 2018 — апрель 2020)
- Билл Питерс (апрель 2020 — ноябрь 2021)
- Николай Заварухин (ноябрь 2021 — н. в.)

## Молодёжная команда
До 2009 года фарм-клубом ХК «Автомобилист» был ХК «Автомобилист-2», составленный, в основном, из молодых воспитанников местных хоккейных школ. В 2009 году на совместном собрании клубов Континентальной хоккейной лиги, руководства лиги и Федерации хоккея России было принято официальное решение о создании Молодёжной хоккейной лиги. В новой лиге Екатеринбург представляет ХК «Авто».

### Фарм-клуб
«Горняк» — УГМК (ВХЛ), с 2021 года играет в Верхней Пышме.